# 分裂病を作る母
「分裂病を作る母」（Schizophrenogenic mother）とは、フリーダ・フロム＝ライヒマンによって提起された精神病理学的概念。

## 概説
精神分裂病（統合失調症）は乳幼児期の心的外傷に由来し、病気というより人格の特殊な状態である。蝋屈症や昏迷、拒絶症を含むあらゆる症状は無意識的起源を持つ。この外傷が「母」にまつわるものであるというのがライヒマンの考え方である。
1970年代半ばまでは医師たちに圧倒的に支持されたが、その後批判されるようになった。1980年代初頭には豪州の精神医学者ゴードン・パーカーによって反証が出された。